# Луций Папий Пакациан

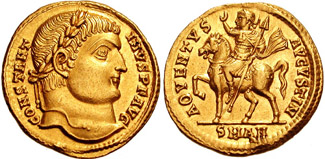
Константин I, 307-337 гг.

Луций Папий Пакациан (лат. Lucius Papius Pacatianus) — римский государственный деятель и консул IV века.

## Биография
Вероятно, Пакациан происходил из Южной Италии. Он был наместником с титулом vir perfectissumus Сардинии в 308 или 309 году при узурпаторе Домиции Александре, который в то время претендовал на неё. Домиций Александр был побежден в 311 году, но, так как он был союзником Константина в борьбе против Максенция, это не повредило карьере Пакациана.
В 319 году он назначается викарием Британии. Спустя тринадцать лет, в апреле 332 года Пакациан стал префектом претория Италии и оставался им до 337 года. В том же году он занимал должность ординарного консула вместе с Мецилием Гиларианом. В надписи от 337 года имя Пакациана упоминается первым среди остальных префектов претория. Больше о нём ничего неизвестно.